# 趙宗勝
趙宗勝，北宋宗室。宋太宗曾孙，赵元份之孙，赵允让第十九子，宋英宗的弟弟。
熙宁七年（1074年），宋神宗下詔，濮安懿王子趙宗暉、趙宗勝、趙宗楚各賜芳林園宅地，令將作監計口修蓋。元丰六年（1083年），趙宗勝以涇州觀察使升任為武勝軍留后、祁國公。趙宗勝死后追贈太師，追封袁王，謚僖孝。

## 诸子
- 赵仲吕，右监门率府率
- 赵仲并，昌国公，谥良孝
- 赵仲埙，北海侯
- 赵仲佽，嘉国公
- 赵仲奒，济阳侯